# باين غاب

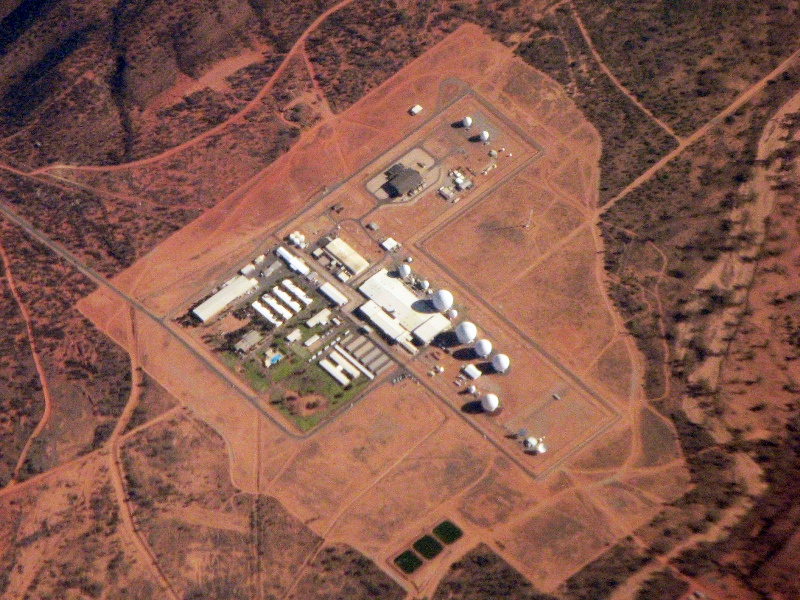
موقع باين غاب

باين غاب (بالإنجليزية: Pine Gap) هي قاعدة مشتركة بين الولايات المتحدة وأستراليا لجمع معلومات استخباراتية عبر الأقمار الصناعية ومراقبة استخبارات الإشارات ومحطة أرضية أسترالية على بعد حوالي 18 كم (11 ميل) جنوب غرب مدينة أليس سبرينغز. يتم تشغيله بشكل مشترك من قبل أستراليا والولايات المتحدة، ومنذ عام 1988 تم تسميته رسميًا بمرفق الدفاع المشترك باين جاب (JDFPG)؛ وكان يُعرف سابقًا باسم مرفق أبحاث الفضاء الدفاعي المشترك.
وهي تلعب دورًا حاسمًا في دعم الأنشطة الاستخباراتية والعمليات العسكرية للولايات المتحدة حول العالم.
وقد تسبب دور القاعدة في الكثير من الجدل في أستراليا مما أدى إلى احتجاجات مختلفة. تتم إدارة المحطة جزئيًا من قبل وكالة المخابرات المركزية الأمريكية (CIA)، ووكالة الأمن القومي الأمريكية (NSA)، ومكتب الاستطلاع الوطني الأمريكي (NRO)، وهي مساهم رئيسي في جهود الاعتراض/المراقبة العالمية التي تبذلها وكالة الأمن القومي، والتي تضمنت برنامج ECHELON.
الاسم المخصص لـ NRO لقاعدة باين غاب هو محطة الإرسالية الأرضية الأسترالية (AMGS)، في حين أن مصطلح التغطية غير المصنف لوظيفة وكالة الأمن القومي للمنشأة هو RAINFALL.